# Ischnura rufostigma
Ischnura rufostigma – gatunek ważki z rodziny łątkowatych (Coenagrionidae). Występuje w Indiach, Nepalu, Chinach oraz kontynentalnej Azji Południowo-Wschodniej.